# Radvány Ödön
Radvány Ödön, született Zahn Ödön (Budapest, 1888. december 27. – Budapest, 1959. április 20.) magyar 5. helyezett olimpikon, kötöttfogású birkózásban. Mérnöki diplomával rendelkezett.

## Pályafutása
Budapesten született Zahn Jakab (1853–1933) szobrász és Orlik Anna (1858–1922) gyermekeként. Fiatal korában kezdett birkózni. A Magyar Vívó és Atlétikai Klub (Maccabi VAC) tagjaként, görög-római stílusban versenyzett. További sportágai a torna, a labdarúgás és a vívás voltak. Legnagyobb sikereit a Budapesti AK (BAK) egyesület színeiben aratta. 1908-ban, 20 évesen az egyik legjobb magyar könnyűsúlyú (70 kg) birkózó. 1909-1922 között 6 országos bajnoki címet nyert. Az első világháború miatt 1916-ban az olimpiai játékok elmaradtak. A birkózósport fejlődése is megszakadt, versenyeket sehol sem rendeztek. 1920-ban az antwerpeni olimpián a háborúban vesztes országok - köztük Magyarország - versenyzői nem vehettek részt. 1923-ban a göteborgi kisolimpiát győztesen teljesítette. 36 éves korában befejezte a versenyzést, pankrátorként tevékenykedett.
A korszerű birkózás egyik nemzeti, nemzetközi iskolateremtő úttörője. Tudományos alapossággal alakította ki versenyzői stílusát. Technikájának lényege, hogy az ellenfelet ki kell emelni egyensúlyhelyzetéből, hogy testi erejét ne tudja kihasználni. Technikájának kidolgozásában a test anatómiai, egyensúlyi rendszerét vette irányadónak. Súlyponti elméletét folyamatosan bővítette, és kidolgozta a fogások egész rendszerét (szaltó, szuplé, Radvány-féle Nelson, stb.), amivel a birkózásnak új irányt szabott. Kidolgozott fogástechnikáit világszerte alkalmazni kezdték. A nemzetközi szövetség megalapításában, és az alapszabályok kidolgozásában is közreműködött.
Házastársa: Lepp Mária Karolina volt.

### Főiskolás bajnokság
1907-ben Debrecenben megtartott versenyen a 2. helyen végzett.

### Magyar bajnok
- 1909 - könnyűsúly (75 kg) aranyérmes (BAK)
- 1910 - könnyűsúly (75 kg) aranyérmes (BAK)
- 1913 - pehelysúly (60 kg) aranyérmes (BAK)
- 1914 - könnyűsúly (75 kg) aranyérmes (BAK)
- 1920 - könnyűsúly (67,5 kg) aranyérmes (BAK)
- 1922 - pehelysúly (62 kg) aranyérmes (BAK)

### Európa-bajnokság
- 1910-es budapesti Európa-bajnokságon 7. helyen végzett,
- 1912-es budapesti Európa-bajnokságon (67,5 kg) már aranyérmet ünnepelhetett,
- 1913-as budapesti Európa-bajnokságon ismét győzött,

### Világbajnokság
- 1920-as bécsi világbajnokságon (67,5 kg) aranyérmes,
- 1922-es stockholmi világbajnokságon 2. lett.

### Olimpiai játékok
1908-ban a Budapesti és az országos bajnokságon kívül csak az olimpiai próbaverseny volt az esztendő versenykiírása. A Nemzeti Lovarda létesítményében tartott versenyt követően az olimpiai birkózó keret tagjai lettek: Téger József, Maróthy József, Orosz Miklós, Payr Hugó, Radványi Ödön és Weisz Richárd. Egyéni olimpiai eredményei:
- az 1908. évi nyári olimpiai játékok birkózó bajnokságában, a könnyűsúly kötöttfogás (66,6 kg) kategóriában 5. helyen végzett, miután a 3. fordulóban kiesett.
- az 1912. évi nyári olimpiai játékok az ötös szám jegyében zajlott: ez volt az újkori olimpiai játékok sorában az ötödik, a viadal május 5-én kezdődött, a birkózó bajnokságban, a könnyűsúly kötöttfogás kategóriában 4. lett.
- az 1924. évi nyári olimpiai játékok birkózó bajnokságában, pehelysúly kötöttfogás (62 kg) kategóriában az 5. helyen végzett.

## Sportvezetőként
A Magyar Birkózók Szövetsége (MBSz) birkózószakosztályának elnöke, az Újpesti Torna Egyesület (UTE) birkózószakosztályának vezetője.